# IC 3892
IC 3892 — галактика типу Sab (компактна витягнута галактика) у сузір'ї Гончі Пси.
Цей об'єкт міститься в оригінальній редакції індексного каталогу.